# Holland Taylor
 Holland Virginia Taylor (Philadelphia, 14 de janeiro de 1943) é uma atriz e escritora norte-americana. Ganhou um Emmy por "The Practice" e uma indicação ao Tony Award de 2013 por seu desempenho em "ANN".

## Biografia
Quando completou 22 anos, a atriz decidiu se mudar para a cidade de Nova York com a firme ideia de transformar-se em uma grande estrela da Broadway. Conseguiu um papel de protagonista como Ruth Dunbar na comédia para televisão "Bosom Buddies", atuando ao lado de Tom Hanks. Este papel a situou no mapa de Hollywood e, a partir desse momento, as ofertas se apresentavam uma atrás da outra.

## Carreira
Estes são os títulos de alguns de seus muitos longas-metragens: "Muito Bem Acompanhada", "D.E.B.S.", "Legalmente Loira", "Tenha Fé", "Pequenos Espiões II - A Ilha dos Sonhos Perdidos", "O Show de Truman", "George - O Rei da Floresta", "Um Dia Muito Especial" e "Colcha de Retalhos".
Entre seus créditos em televisão se contam "The Practice" (pelo qual ganhou em Emmy de Melhor Atriz Coadjuvante), "The Naked Truth", "The Powers That Be". Além disso, também participou como atriz convidada em "Ally McBeal", "E.R." e "Veronica's Closet".
Ganhadora de um prêmio Emmy, Taylor interpretou a personagem Evelyn Harper na série de grande sucesso Two and a Half Men, ao lado de Charlie Sheen (posteriormente Ashton Kutcher), Jon Cryer e Angus T. Jones.

## Filmografia

### Década de 1960 - 1980
| Ano  | Título                                         | Papel                            |
| ---- | ---------------------------------------------- | -------------------------------- |
| 1969 | J.T.                                           | Srta. Arnold                     |
| 1976 | The Next Man                                   | Entrevista de TV                 |
| 1979 | 3 by Cheever: O Youth and Beauty!              | Beverly                          |
| 1980 | Fame                                           | Claudia Van Doren (não creditdo) |
| 1982 | The Royal Romance of Charles and Diana         | Frances Shand Kydd               |
| 1982 | I Was a Mail Order Bride                       | Dottie Birmington                |
| 1983 | Reuben, Reuben                                 |                                  |
| 1984 | Concealed Enemies                              | Srta. Marbury                    |
| 1984 | Romancing the Stone                            | Gloria Hart                      |
| 1985 | Key Exchange                                   | Srta. Fanshaw                    |
| 1985 | Perry Mason Returns                            | Paula Gordon                     |
| 1985 | The Jewel of the Nile                          | Gloria Hart                      |
| 1987 | Tales from the Hollywood Hills: Natica Jackson | Ernestine King                   |
| 1988 | She's Having a Baby                            | Sarah Briggs                     |

### Década de 1990
| Ano  | Título                                             | Papel                 |
| ---- | -------------------------------------------------- | --------------------- |
| 1990 | People Like Us                                     | Dolly                 |
| 1990 | Alice                                              | Helen                 |
| 1990 | Big Deals                                          |                       |
| 1991 | The Rape of Doctor Willis                          | Dra. Greenway         |
| 1993 | Cop and a Half                                     | Capitã Rubio          |
| 1994 | Betrayal of Trust                                  | Mary Shelton          |
| 1994 | In the Best of Families: Marriage, Pride & Madness | Florence Newsom       |
| 1994 | The Counterfeit Contessa                           | Wallace Everett       |
| 1994 | The Favor (1994)                                   | Maggie Sand           |
| 1995 | A Walton Wedding                                   | Tia Flo               |
| 1995 | Awake to Danger                                    | Dra. Joyce Lindley    |
| 1995 | With Hostile Intent                                | Lois Baxter           |
| 1995 | To Die For                                         | Carol Stone           |
| 1995 | How to Make an American Quilt                      | Srta. Rubens          |
| 1995 | Last Summer in the Hamptons                        | Davis                 |
| 1995 | Steal Big Steal Little                             | Mona Rowland-Downey   |
| 1996 | One Fine Day                                       | Rita                  |
| 1997 | George of the Jungle                               | Beatrice Stanhope     |
| 1997 | Just Write                                         | Emma Jeffreys         |
| 1997 | Betty                                              | Crystal Ball          |
| 1998 | The Unknown Cyclist                                | Celia (não creditado) |
| 1998 | The Truman Show                                    | Mãe de Truman         |
| 1998 | Next Stop Wonderland                               | Piper Castleton       |
| 1999 | My Last Love                                       | Marnie Morton         |
| 1999 | The Sex Monster                                    | Muriel                |

### Década de 2000 - 2010
| Ano               | Título                                  | Papel                               |
| ----------------- | --------------------------------------- | ----------------------------------- |
| 2000              | The Spiral Staircase                    | Emma Warren (Telefilme)             |
| 2000              | Happy Accidents                         | Therapist, Maggie Ann "Meg" Ford    |
| 2000              | Mail to the Chief                       | Katherine Horner                    |
| 2000              | Keeping the Faith                       | Bonnie Rose                         |
| 2000              | The Deadly Look of Love                 | Evelyn McGinnis                     |
| Strange Frequency | Marge Crowley (segmento "Room Service") |                                     |
| 2001              | Town & Country                          | Mestre de Cerimônia                 |
| 2001              | Legally Blonde                          | Professora Stromwell                |
| 2001              | The Day Reagan Was Shot                 | Nancy Reagan                        |
| 2002              | Fits and Starts                         |                                     |
| 2002              | Cinderella II: Dreams Come True         | Prudence (voz)                      |
| 2002              | Home Room                               | Dra. Hollander                      |
| 2002              | Spy Kids 2: The Island of Lost Dreams   | Vovó                                |
| 2003              | Spy Kids 3-D: Game Over                 | Vovó                                |
| 2003              | Intent                                  | Judge Cavallo (curta-metragem)      |
| 2004              | D.E.B.S.\| Srta. Petrie                 |                                     |
| 2005              | The Wedding Date                        | Bunny                               |
| 2007              | Cinderella III: A Twist in Time         | Prudence (voz)                      |
| 2008              | Baby Mama                               | Rose                                |
| 2010              | The Chosen One                          | Ruth                                |
| 2011              | Twinkle Toes                            | Diretora Garfield (direto em vídeo) |

## Televisão
- 2003 - 2015 - Two and a Half Men
- 2004 - The L Word
- 2020 - Hollywood
- 2021 - The Chair
- 2021 - The Morning Show